# Karl Pavlovič Brjullov
Karl Pavlovič Brjullov (in russo Карл Павлович Брюллов?; San Pietroburgo, 23 dicembre 1799 – Manziana, 23 giugno 1852) è stato un pittore russo.
Nato a San Pietroburgo da una famiglia di origine francese, era fratello di Aleksandr, celebre architetto. Appartenne a quella generazione di pittori russi, fra cui Sil'vestr Feodosievič Ščedrin, Fëdor Antonovič Bruni e Aleksandr Andreevič Ivanov che, tra gli anni venti e gli anni trenta dell'Ottocento, effettuarono lunghi soggiorni in Italia, studiandone la tradizione pittorica dei secoli precedenti e raffigurandone vedute di città, campagne ed elementi naturali, ed eseguendo grandi dipinti di scene storiche dal gusto neoclassico o romantico.
In Italia dipinse la sua opera più celebre, L'ultimo giorno di Pompei, uno dei dipinti più noti della pittura russa del XIX secolo, conservato presso il Museo Russo di San Pietroburgo. Viaggiò molto anche in Germania, Francia, Portogallo, Grecia e Turchia. In Russia fu pittore acclamato e professore all'Accademia di belle arti di San Pietroburgo. Tornato in Italia negli ultimi anni di vita, morì a Manziana.

## Biografia

### Le origini familiari e la formazione artistica (1799-1823)
Karl Brjullov nacque a San Pietroburgo da una famiglia ugonotta di lontane origini francesi, scappata in Russia a seguito dell'editto di Fontainebleau, emesso da Luigi XIV di Francia nel 1685 e con il quale, revocava l'editto di Nantes e quindi la libertà di culto in Francia. Il suo nome in francese era Charles Brüleau.

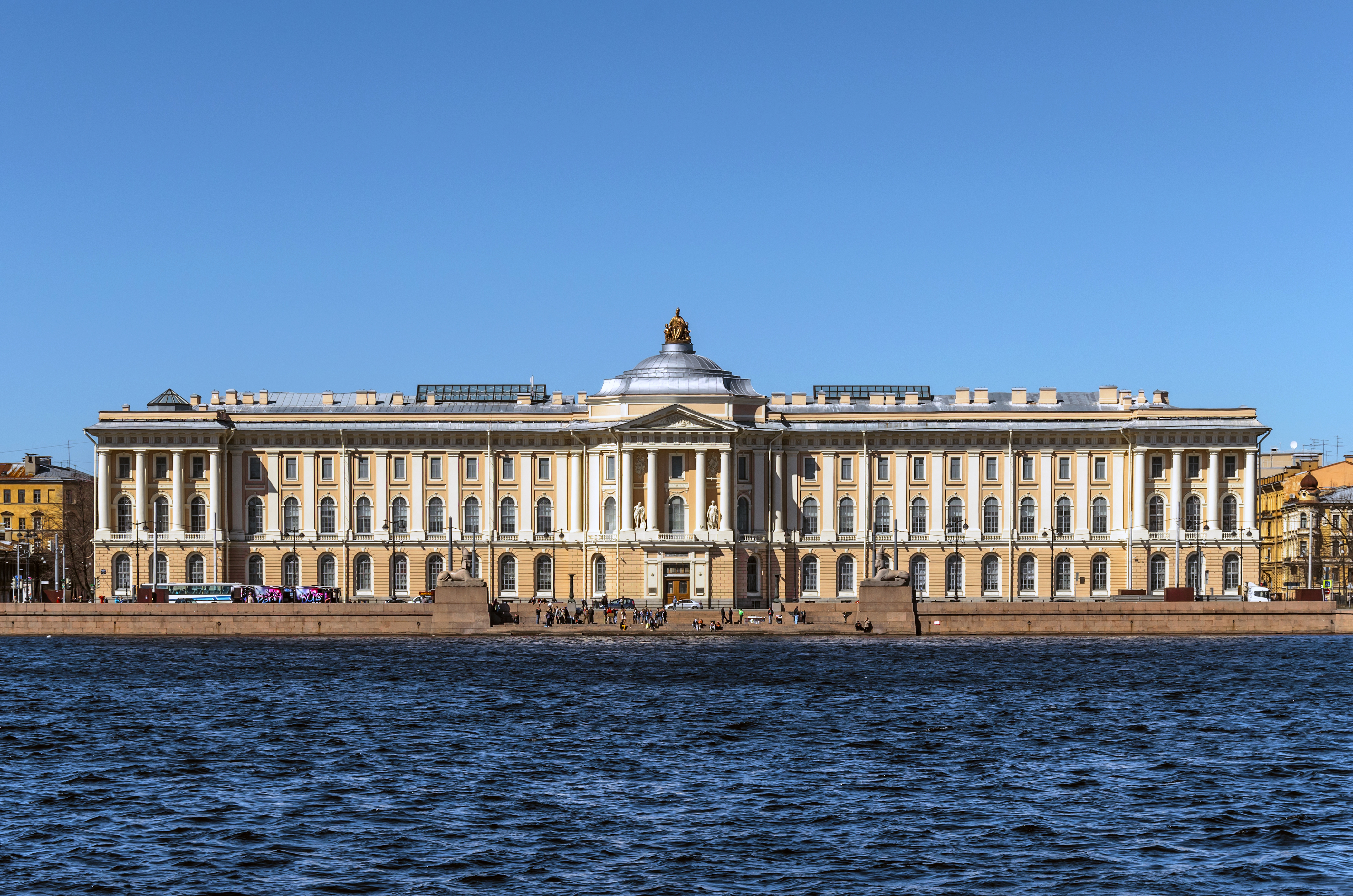
L'Accademia di belle arti di San Pietroburgo in cui studiarono Karl e Alexandr Brjullov.

Alcuni suoi avi erano stati scultori ornamentalisti mentre il padre, Pavel, era pittore. Pittori erano anche due suoi fratelli. Un altro fratello, il celebre Aleksandr, era architetto ed anch'egli pittore, abile ritrattista.
Nella città natale il Brjullov frequentò insieme al fratello l'Accademia di Belle Arti. Karl ebbe come maestri Andrej Ivanov, Aleksej Egorov e Vasilij Šebuev. Sia egli che il fratello uscirono dall'Accademia con ottimo profitto: Karl in particolare ottenne una medaglia d'oro e un attestato di primo grado per il dipinto L'apparizione di Dio ad Abramo alla quercia di Mambre, in aspetto di tre Angeli, soggetto noto alla tradizione iconografica medievale russa.
In più, i due fratelli si aggiudicarono una borsa di studio di cinquemila rubli annui come contributo per il perfezionamento artistico da svolgersi all'estero per un periodo di tre anni. Fu in quell'occasione che i due fratelli russificarono il loro cognome, trasformandolo da Brüleau a Brjullov, data l'impossibilità per gli stranieri di godere di sovvenzioni economiche pubbliche.

### Il primo soggiorno romano (1823-1827)
Nel 1822 i due fratelli Brjullov partirono per l'Italia, ma una malattia costrinse Karl in Germania per alcuni mesi. Visitò le città ed i musei di Dresda e Monaco di Baviera. Giunto in Italia nel 1823, compì un lungo itinerario che toccò Venezia, Padova, Verona, Mantova, Bologna e Firenze. Giunto a Roma, si dedicò al suo primo lavoro, una copia fedele e a grandezza naturale della Scuola di Atene di Raffaello. L'opera fu spedita a San Pietroburgo, dove suscitò notevole ammirazione e gli valse l'aumento della sovvenzione economica e l'onorificenza di San Vladimir.
I fratelli Brjullov presero quindi alloggio nel quartiere degli artisti, sul Quirinale, dove frequentarono altri ex studenti dell'Accademia di San Pietroburgo in viaggio in Italia.
A Roma il Brjullov strinse inoltre amicizia con il pittore italiano Cherubino Cornienti, che ne ammirò il talento e trovò spesso ispirazione dalla pittura, in particolare per la tecnica del «non finito» e per le forti e drammatiche suggestioni luministiche, e ne portò in seguito avanti la «secessione» milanese degli anni quaranta.
La città di Roma era diventata dall'inizio degli anni trenta luogo di ritrovo, oltre che di molti pensionnaires, giovani artisti russi che, come i fratelli Brjullov, godevano di borse di studio per il perfezionamento all'estero, anche di numerosi rappresentanti dell'intelligencija russa, in cerca di un luogo di soggiorno dove coltivare il libero pensiero ostacolato in patria.
Fu così che il Brjullov frequentò e si legò sentimentalmente alla contessa Julija Pavlovna Samojlova (1803-1875), nobildonna russa trapiantata a Milano, adottata dal conte Giulio Renato Litta, al servizio della Russia come militare e diplomatico e divenuto ammiraglio dopo la guerra contro la Svezia (1788-1790). Non avendo figli, la contessa aveva a sua volta adottato Amacilia e Giovannina Pacini, figlie del noto compositore Giovanni Pacini, a sua volta amico del Brjullov, in quanto orfane di madre.
La Samojlova teneva a Milano un salotto, definito austriacante, frequentato da artisti, scrittori e musicisti nel Palazzo del Borgonuovo, arricchito da una delle più preziose raccolte d'arte della città, fra le quali più avanti compariranno anche i ritratti della contessa eseguiti proprio dal Brjullov.
Un altro personaggio di cui il Brjullov divenne frequentatore fu Anatolij Nikolaevič Demidov (1813-1870), mecenate e collezionista d'arte appartenente ad una famiglia di industriali e benefattori russi trapiantati in Italia, tra Roma e Firenze, marito della contessa Matilde Bonaparte, figlia di Gerolamo e cugina dello Zar Nicola I.

### Il viaggio in Campania eGli ultimi giorni di Pompei(1827)
Nell'estate del 1827 il pittore si recò in Campania in compagnia del fratello Alexandr, della Samòjlova e del Demidov. Là, il gruppo ebbe modo di visitare gli scavi di Pompei e di Ercolano. Fu in quei luoghi che nacque l'idea per un nuovo dipinto, Gli ultimi giorni di Pompei: l'opera venne cominciata subito, ma fu portata a termine a Roma, dove il Brjullov era nel frattempo tornato e si era ormai stabilito, solo sei anni più tardi, nel 1833.
Alla Galleria dell'Accademia (Napoli) si conservano due sue opereː Donna alla finestra (olio su tela, 11,5 × 16 cm, inventario 231)  e Ritratto, (disegno a matita, 8 × 8,7 cm, inventario 151), che sono entrate nella collezione con la "Donazione Palizzi" del 1898.

### Il successo a Roma, latournéea Milano e Parigi e il viaggio in Oriente (1827-1836)
Il Pompei, una volta ultimato, riscosse a Roma uno straordinario successo, in seguito al quale intraprese con il suo autore una trionfale tournée con tappe a Milano, dove venne messo in mostra all'Accademia di Brera nel 1833, e a Parigi, dove venne esposto al Museo del Louvre, in occasione del Salon di quell'anno (1834). L'opera venne infine inviata in Russia, mentre il Brjullov nel 1835, dopo un breve ritorno a Milano, partì per un viaggio in Grecia e in Turchia al fine di eseguire disegni di paesaggi dei luoghi, che verranno pubblicati nel 1839-40, al suo ritorno a San Pietroburgo. In quel viaggio ebbe come allievo ed aiutante Grigorij Grigor'evič Gagarin, figlio dell'ambasciatore russo alla Corte papale, e conosciuto a Roma poco prima, il quale sarà anche il suo primo biografo.

### Il ritorno in Russia (1836-1849)
Terminata anche questa esperienza, il Brjullov tornò in madrepatria. A Mosca conobbe Aleksandr Puškin, mentre a San Pietroburgo si dedicò ai bozzetti per le decorazioni della Cattedrale di Sant'Isacco, che tuttavia non riuscì mai a portare a termine. Nella città natale divenne inoltre professore all'Accademia di Belle Arti e si dedicò ai ritratti di molti personaggi dell'aristocrazia russa del tempo; lo Zar Nicola I lo insignì dell'onorificenza di S. Anna di terzo grado.

### Gli ultimi viaggi in Europa (1849-1850)
Nonostante la sua salute cominciasse a farsi cagionevole, nell'aprile del 1849 il Brjullov partì per degli ulteriori e impegnativi viaggi: in compagnia di alcuni allievi attraversò la Polonia, la Prussia, il Belgio, l'Inghilterra. Da lì, raggiunse il Portogallo e infine l'isola di Madera, sulla quale soggiornò qualche mese e dove all'ormai costante produzione ritrattistica si affiancò quella di paesaggi stilisticamente analoghi a quelli eseguiti anni prima in Grecia ed in Turchia. Infine, nel 1850 fu in Spagna.

### Il ritorno in Italia e la morte (1850-1852)

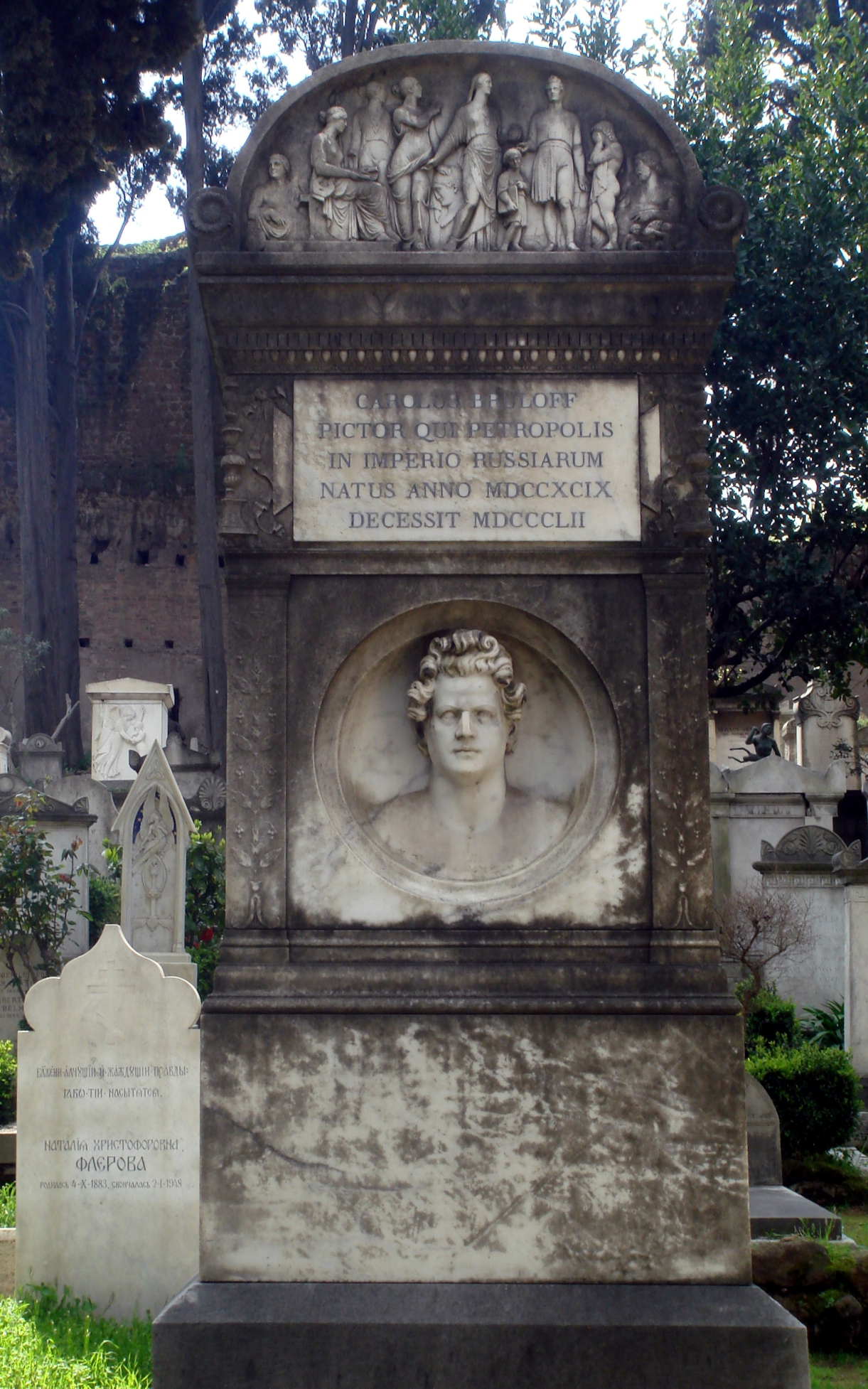
La tomba di Brjullov al cimitero acattolico del Testaccio a Roma, prima del recente restauro.

Nonostante l'aggravarsi delle condizioni di salute, fece ritorno in Italia nel 1850. Divenne intimo della famiglia Tittoni, dei cui membri dipinse i ritratti e delle cui case di Roma e di Manziana divenne ospite fisso.
Le sue condizioni di salute tuttavia peggiorarono drasticamente. Il dottor De Masi, medico della famiglia Tittoni, diagnosticò poco prima della morte una «emorragia arteriosa» (aneurisma aortico); l'11 giugno del 1852 Brjullov morì nel Palazzo Tittoni di Manziana, a soli cinquantatré anni.

### Sepoltura e memoria
Il Brjullov fu sepolto al cimitero acattolico del Testaccio a Roma. La sua lapide contiene un suo ritratto in bassorilievo e una raffigurazione simbolica della vita dell'artista: sulla sinistra della scena una figura femminile rappresenta la Neva, il fiume di San Pietroburgo, città natale del pittore, mentre sulla destra un uomo barbuto rappresenta il Tevere, simbolo di Roma. Al centro si trova il pittore, circondato da figure femminili, probabilmente Muse, e da un bambino, forse Apollo. L'epigrafe, che recita «Carolus Brulloff / pictor qui Petropolis / in imperio Russiarum / natus anno MDCCXCIX / decessit MDCCCLII», è di difficile lettura, sia per la latinizzazione del nome, sia per l'indicazione di «Petropolis», nome latino di San Pietroburgo, come città natale del pittore.
La tomba è stata oggetto di studi da parte dell'Università della Calabria e quindi di un radicale restauro conservativo.
Al Brjullov è dedicata una via nel borgo di Manziana, mentre lapidi commemorative in sua memoria sono state poste presso il Palazzo Tittoni, sempre a Manziana, e a Roma, nel palazzo in via di San Claudio dove il pittore aveva il suo studio e dove espose per la prima volta il Pompei.

## Stile pittorico e giudizi critici
Nei primi anni della sua carriera pittorica, l'influenza dell'arte italiana suggerì al Brjullov un originale accostamento fra tema storico e ritrattistica ufficiale, tipici dell'Ottocento romantico, e atmosfere e rivisitazioni idilliache, ricordo di un classicismo settecentesco di ispirazione greca. Gli anni trenta portarono invece per il pittore una sensibilità diversa: il tema storico, costante della pittura Brjulloviana, cominciò a perdere in idillio e ad essere interpretato sotto una luce più drammatica e catastrofica, come evidente ne Gli ultimi giorni di Pompei. Le radici di questa svolta, personale prima ancora che pittorica, vanno ricercate anche nei particolari avvenimenti della storia russa di quegli anni, segnati dalla rivolta dei decabristi e dalle difficoltà politiche che caratterizzarono il regno dello zar Nicola I.
Quanto allo stile e alla tecnica pittorica, il Brjullov si distinse da quanto si andava affermando fra i pittori dell'epoca e in particolar modo fra quegli artisti russi trapiantati in Italia, Ščedrin su tutti: alla ricerca, da parte di quei pittori, di una morbida unità tonale, percorsa da sottili sfumature di luci e colori, creata dall'osservazione della realtà en plen air, il Brjullov rispondeva con un utilizzo più vigoroso del colore, caratterizzato dalla creazione di grosse chiazze cromatiche dal sicuro impatto ed effetto. Questa caratteristica, evidente nelle opere del primo periodo, andò comunque scemando nella produzione più romantica e matura.
Un filone notevole della produzione artistica del Brjullov è il ritratto. La sua fama di ritrattista, la velocità di esecuzione e l'originalità nel creare ritratti «ambientati», tanto in voga nell'aristocrazia dell'epoca, gli procurarono una vasta e generosa committenza e un posto di contendente a Giuseppe Molteni per il ruolo di protagonista nella ritrattistica milanese, ruolo nel quale il Brjullov finì con l'essere consacrato dalla committenza, ancora più del Molteni, a causa delle entrature della Samòjlova e dell'abilità del pittore nel creare un sapiente equilibrio tra finito e non finito. Tuttavia la sua produzione in questo particolare ambito riscosse anche critiche negative, venendo giudicata di scarso valore.
Ad ogni modo, il Brjullov è generalmente considerato un ottimo pittore, anche se non mancano in proposito giudizi discordanti: se da un lato era definito già in vita pittore eccelso, tanto da meritarsi in patria l'appellativo di «Karl il grande», d'altra parte è stato anche criticato per un «suo freddo e compassato accademismo», tale da rendere la sua fama superiore ai suoi meriti.
Il suo grande talento di disegnatore e compositore, unito alla sua estrema fantasia creativa, gli valse un ruolo di «genio dell'arte, vertice che solo raramente raggiunse, benché l'opinione pubblica lo spingesse a credere il contrario».

## Gli ultimi giorni di Pompeie gli altri dipinti storici

Gli ultimi giorni di Pompei (1827-1833)

Il dipinto raffigura la tragica eruzione del Vesuvio del 79 d.C., che distrusse le città di Pompei, Ercolano e Stabia. L'opera è senza dubbio la più celebre del Brjullov ed è considerata come uno dei momenti più significativi della pittura russa dell'Ottocento, nonché una delle opere di culto dell'arte romantica del tempo.
L'opera venne iniziata nel 1827 durante il viaggio che i due fratelli Brjullov fecero per assistere agli scavi archeologici di Ercolano e a quelli di Pompei. Si racconta che Karl cominciò ad abbozzare l'opera dopo aver assistito alla rappresentazione teatrale L'ultimo giorno di Pompei dell'amico Giovanni Pacini, a Napoli, nel 1827. Il lavoro gli venne inizialmente commissionato dalla nobildonna russa M. G. Razumovskaja, che tuttavia si ritirò. Come committente rimase il Demidoff.
Venne però ultimato a Roma, ben sei anni più tardi, nel 1833. È ipotizzabile che la lunga gestazione dell'opera fosse costituita più che altro da studi preparatori, ancora oggi conservati, e che il dipinto vero e proprio fosse stato realizzato poi in tempi brevi, in un momento di particolare ispirazione.
Il dipinto fu esposto, appena ultimato, nello studio del Brjullov in via San Claudio a Roma, dove suscitò l'ammirazione dei numerosissimi visitatori e ricevette gli elogi di importanti personalità dell'epoca, in quel periodo presenti in Italia, quali Walter Scott, che definì l'opera «un colosso», Stendhal e Franz Liszt. Nel giro di pochissimo tempo, la popolarità del Pompei si espanse in tutta Italia e valse al pittore importanti riconoscimenti: fu nominato, oltre che socio dell'Accademia di San Luca a Roma, anche membro dell'Accademia Clementina a Bologna, dell'Accademia Ducale di Parma e dell'Accademia di Brera a Milano..

### Esposizione a Milano
Fu proprio l'Accademia di Brera che richiese il trasferimento temporaneo dell'opera a Milano, in occasione della mostra accademica annuale. A Milano essa ottenne la stessa fama e suscitò la stessa ammirazione della stampa e del pubblico di cui aveva goduto a Roma. Tuttavia gli ambienti braidensi reagirono con una certa freddezza, se non con aperte critiche: se si esclude il positivo apprezzamento dell'accademico Ignazio Fumagalli, di cui il Brjullov realizzò in seguito un ritratto, il Pompei venne definito «una frittata» e il pittore russo Andrej Ivanovič Ivanov, maestro del Brjullov a San Pietroburgo, rimproverò all'allievo la «mancanza di ordine nella composizione».
Fu da quel momento che la pittura romantica italiana, nello specifico quella di soggetto storico, cominciò a orientarsi verso riletture drammatiche, eroiche, tragiche e luttuose di vicende storiche nuove, come quelle bibliche, riguardanti episodi come il Diluvio universale, o quelle del martirio dei santi, prima d'allora quasi sconosciute alla pittura storica italiana ottocentesca.

### Esposizione a Parigi e in Russia
Il dipinto venne in seguito trasferito a Parigi, in occasione del Salone annuale presso il Museo del Louvre. Infine fu inviato in Russia ed esposto all'Ermitage di San Pietroburgo, per poi essere donato da parte del Demidoff allo Zar, per volere del quale fu collocato al Museo russo di San Pietroburgo, dove è tuttora conservato insieme a molti disegni preparatori.
In patria ricevette grandi lodi, fra cui quelle di Nikolaj Gogol', che gli dedicò un saggio dei suoi Arabeschi e che trasse probabilmente ispirazione dalla figura della donna morta con il bambino in lacrime che occupa il centro della composizione per la descrizione della strega esanime e delle madri affamate durante la scena dell'assedio di Dubno in Taras Bul'ba (1835). Anche Fëdor Dostoevskij parlò del Pompei nelle sue Memorie dalla casa dei morti (1861).
Il dipinto fu inoltre una delle fonti di ispirazione per il romanzo Gli ultimi giorni di Pompei dello scrittore inglese Edward Bulwer-Lytton, pubblicato nel 1834.

### Gli altri dipinti a soggetto storico
Sull'onda del successo, al Pompei seguirono in breve tempo altre tre opere di soggetto storico: La morte di Inés de Castro (1834) l'incompiuto Il sacco di Roma da parte di Genserico (1836) e L'assedio di Pskov (1836-1837), conservati nella Galleria Tret'jakov di Mosca. Si tratta tuttavia di opere eseguite sulla falsariga del Pompei, di minor qualità e successo.

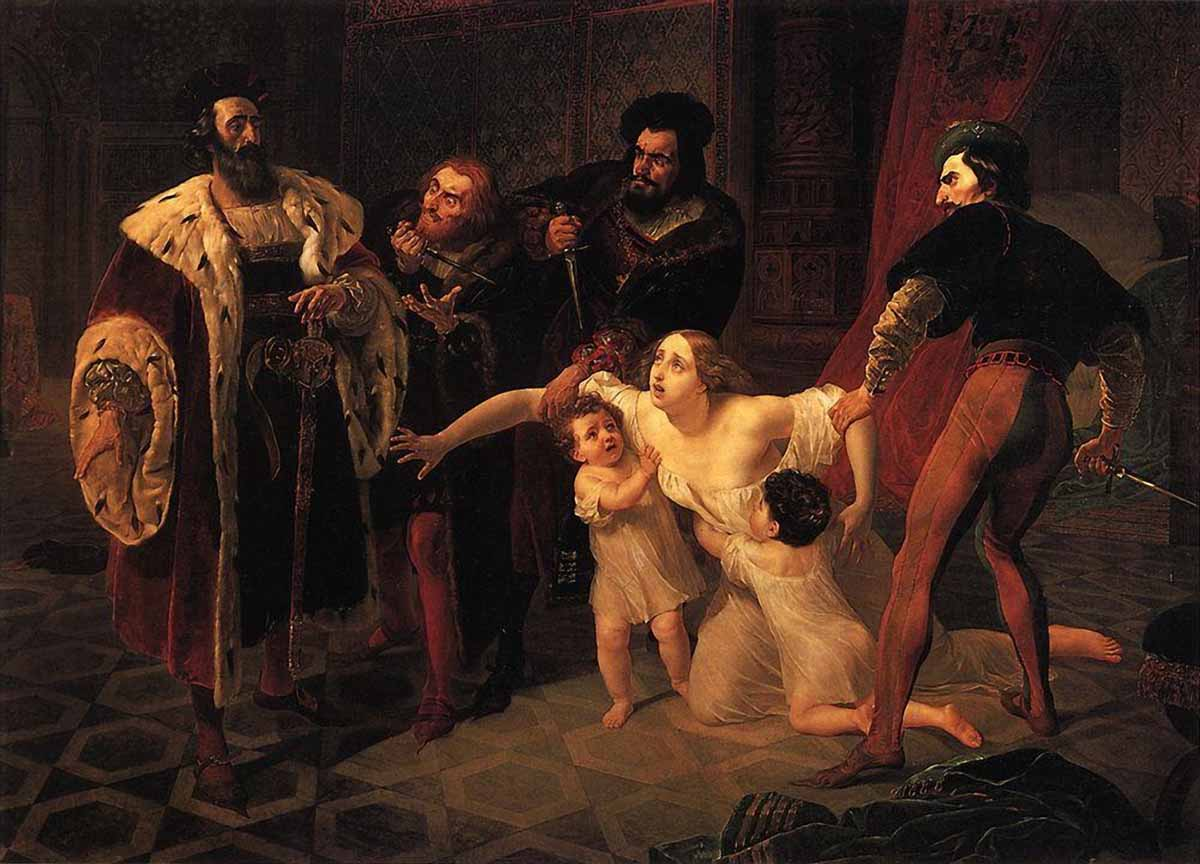
La morte di Ines de Castro (1834)
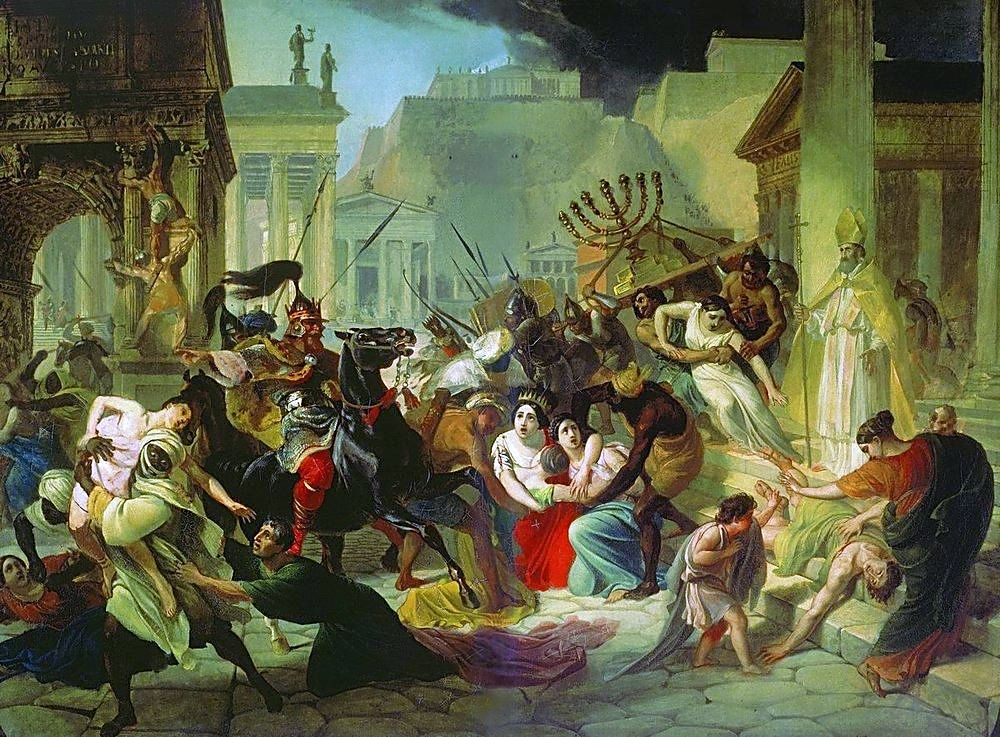
Il sacco di Roma da parte di Genserico (1836)
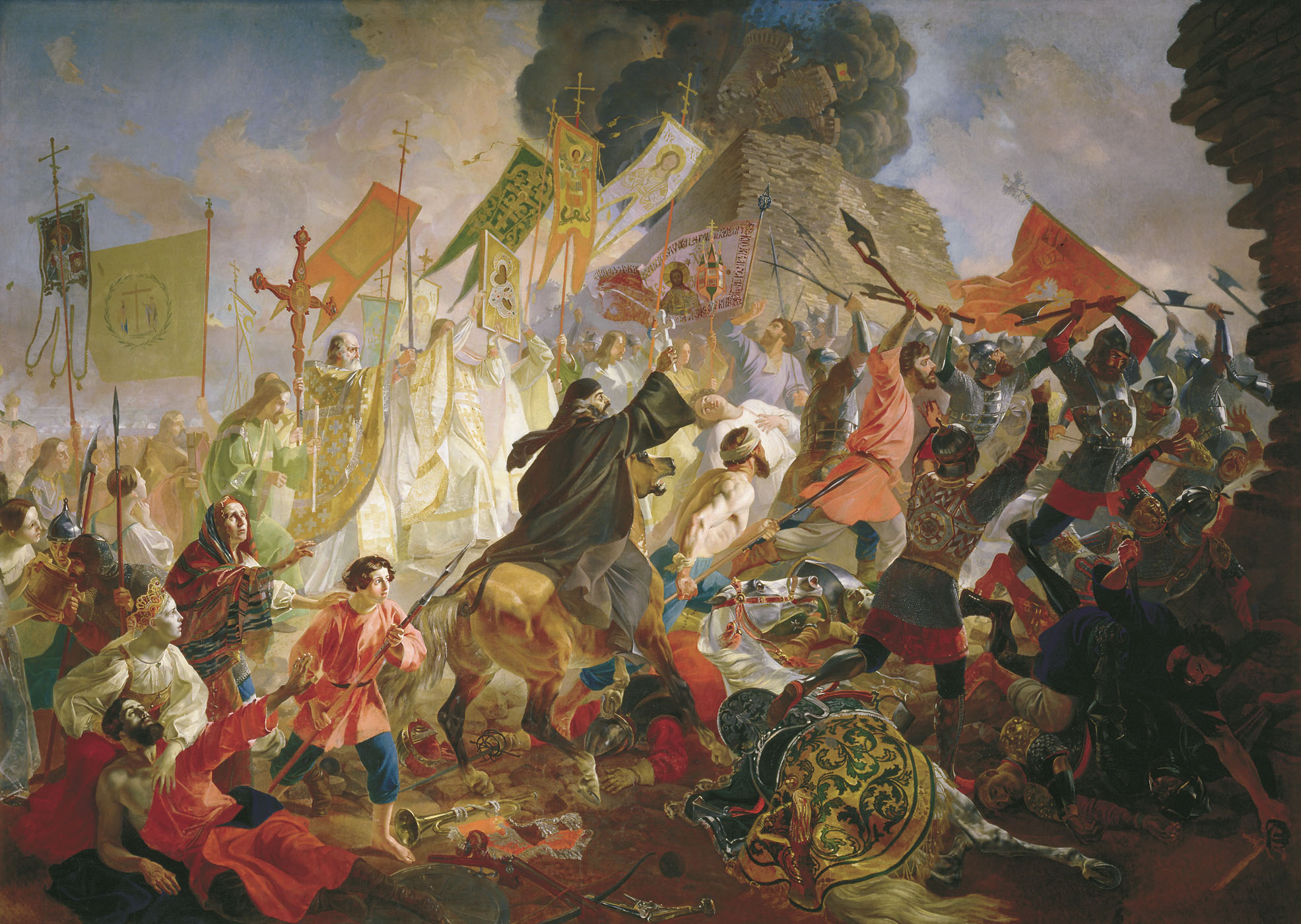
L'assedio di Pskov del re polacco Stefano Bathory nel 1581 (1836-1837)

## La «pittura di genere» e il «genere italiano»
Se il Brjullov, come visto, ebbe un ruolo di primaria importanza nel mutamento degli stilemi storicistici, altrettanto innovativa fu la sua produzione con riferimento ad un altro filone ottocentesco, quello della «pittura di genere», la quale costituì la «seconda rivoluzione romantica», insieme a quella della pittura storica, fatta di una «pittura di costume», espressione di un «vero contemporaneo», e di cui gli interpreti più celebri furono i milanesi Giuseppe Molteni (con dipinti dapprima più scherzosi e in seguito di maggior impatto emotivo), Angelo Inganni e i fratelli Domenico e Gerolamo Induno.
Se questo filone venne consacrato da questi pittori milanesi a partire dalla seconda metà degli anni trenta, fu comunque innovativa l'attenzione del Brjullov ad aspetti della realtà ad esso assimilabili già a partire dal decennio precedente.
In particolare, soggetti ricorrenti della produzione del Brjullov di quegli anni sono quelli che danno vita al cosiddetto «genere italiano»: si tratta di scene idealizzate, dove le figure umane, di solito femminili, sono di una bellezza piacente e generosa, «immerse nella luce solare riflessa nell'acqua o filtrata dal verde delle foglie». I soggetti agresti e idilliaci e i colori pieni e caldi mostrano «un'Italia seducente, rivestita di tutti i colori dell'arcobaleno di un carnevale italiano».
Fra le numerose opere di questo tipo, è rimasto particolarmente celebre una sorta di «trittico» degli anni venti, costituito dal Mattino italiano (1823), dalla Fanciulla che coglie l'uva nei dintorni di Napoli (eseguito durante il soggiorno campano dell'estate del 1827) e dal Mezzogiorno italiano del 1828, un pendant rispetto al Mattino. Mentre le due ultime opere sono oggi collocate al Museo russo di san Pietroburgo, il Mattino italiano è ora conservato al Kunsthalle di Kiel.
Quest'ultimo in particolare, considerato il meglio riuscito ed anche il più celebre dei tre, tanto che il pittore lo chiamava «la mia creatura» è uno dei primi dipinti del Brjullov, eseguito nel 1823 con uno stile ancora giovanile. Il quadro venne inviato a San Pietroburgo ed esposto ad una mostra d'arte nel 1825. Successivamente fu donato a Nicola I, il quale si racconta che lo avesse sistemato nel suo studio e che lì usasse contemplarlo a lungo.
Altre opere che presentano le medesime tematiche sono il doppio Appuntamento interrotto, la Donna che manda un bacio, la Famiglia italiana in attesa di un bimbo, la Donna italiana alla finestra col figlio e la Donna italiana che accende una lampada davanti alla Madonna.

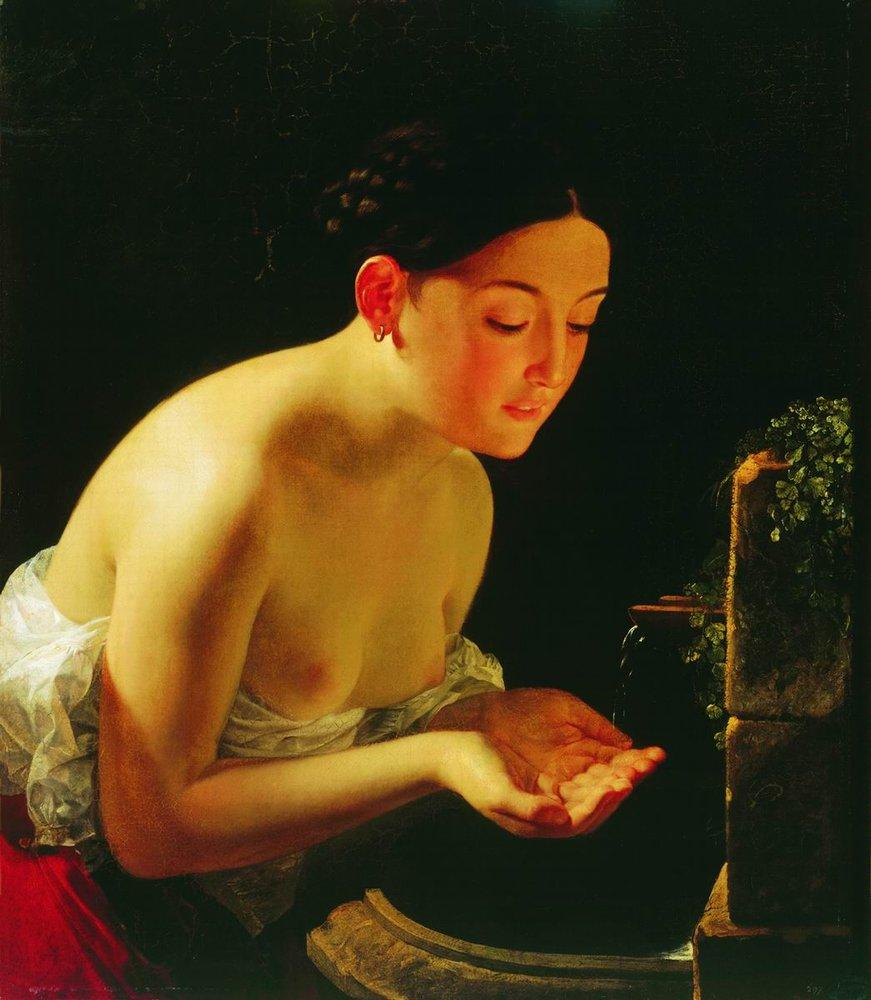
Mattino italiano (1823)
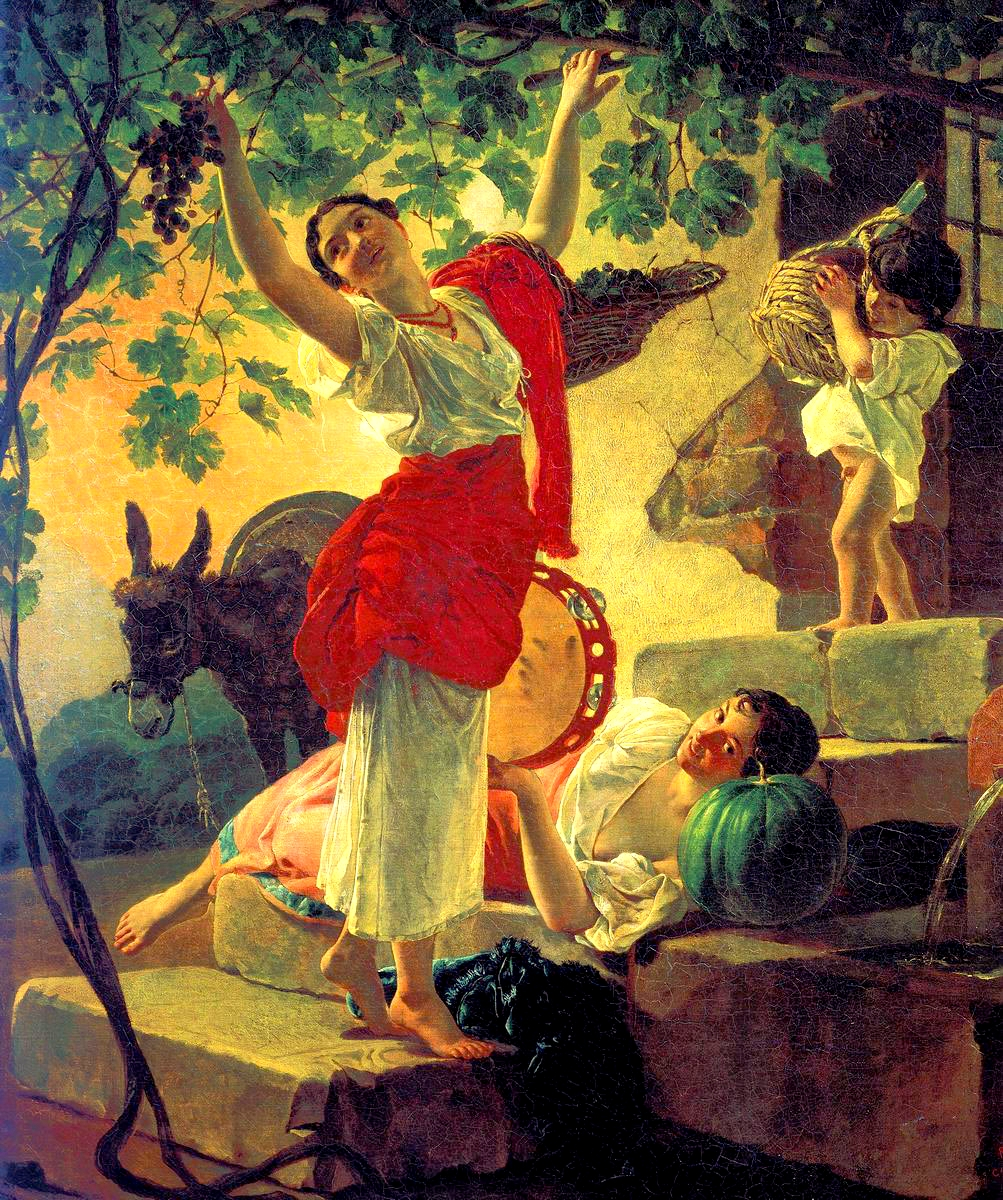
Fanciulla che coglie l’uva nei dintorni di Napoli (1827)
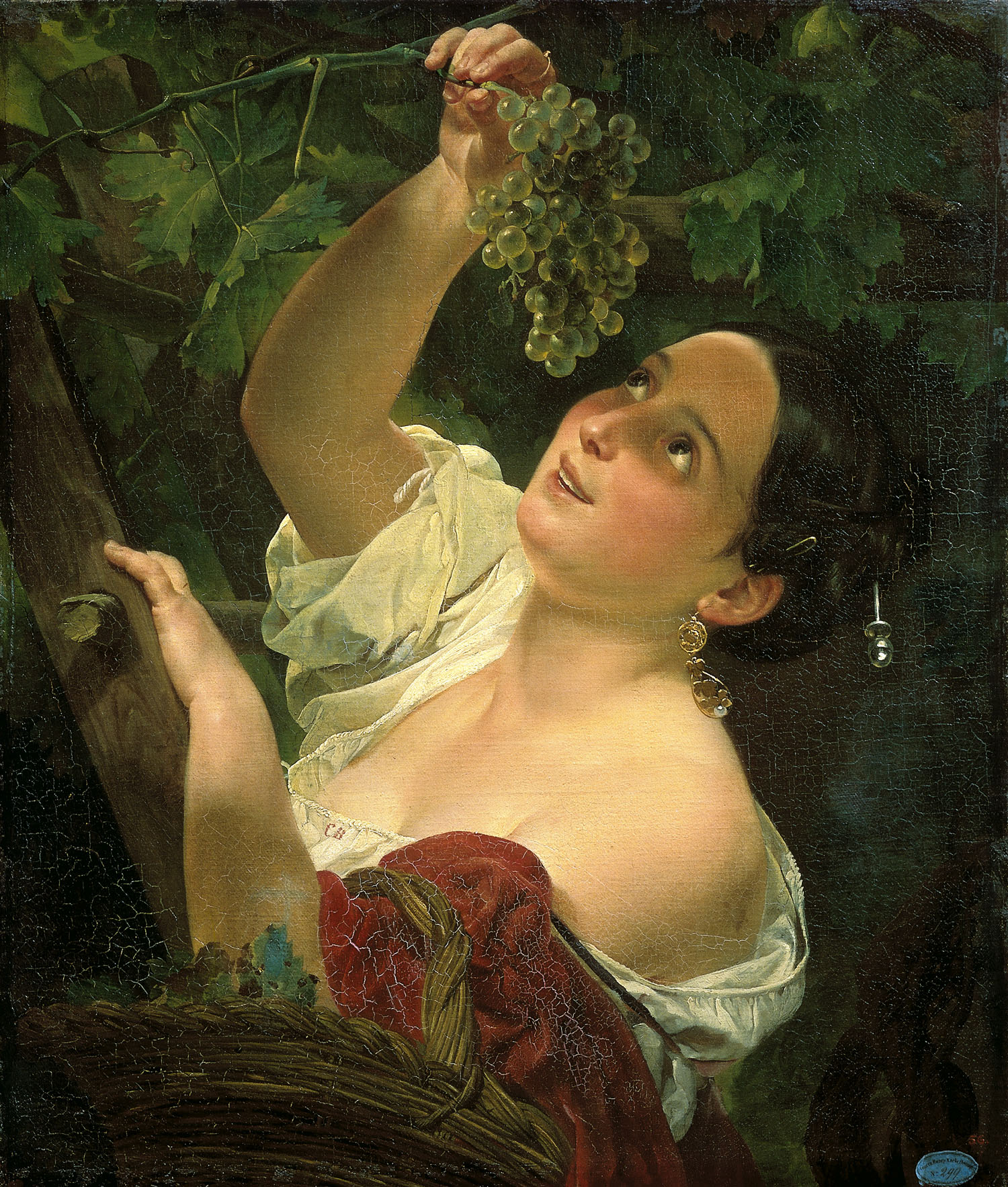
Mezzogiorno italiano (1828)

## Il tema del sogno
La cultura romantica dei primi decenni dell'Ottocento annoverava fra i suoi temi ricorrenti quello del sogno e dell'incubo, sviluppato in antitesi al pensiero positivista francese ed inglese. Questo interesse, che sarà alla base del successivo sviluppo della psicoanalisi, venne coltivato in ambito artistico soprattutto da pittori quali William Blake, Johann Heinrich Füssli e Francisco Goya. Anche il Brjullov dimostrò interesse per questi aspetti, dipingendo numerosi dipinti di genere giocati su questi temi, tra i quali sono noti soprattutto il Sogno di una suora, del 1831 e il Sogno di una fanciulla, del 1833, acquarelli entrambi conservati al Museo Puškin di Mosca, nonché I sogni della nonna e della nipote, acquarello del 1829 conservato al Museo russo di San Pietroburgo.
In particolare, il primo fonde la componente onirica a quella erotica. La giovane suora è raffigurata dormiente, mentre due figure sognanti ed ectoplasmatiche di amanti compaiono nella scarsa luce della sera. Al lato della composizione un'altra suora, più anziana, osserva la scena come a voler vigilare e scacciare il sogno della ragazza. In questa sorta di «sogno delle generazioni» la presenza di questa seconda figura è probabilmente ispirata dalla tradizione popolare russa, in cui il sogno è una realtà quotidiana di cui le donne di casa più anziane sono consideratele le interpreti.
Il secondo dipinto descrive invece il sogno di una fanciulla, in cui la ragazza appare da bambina, stretta in un abbraccio con i genitori. La composizione e lo studio dell'interno, nonché la tematica «generazionale», sono del tutto simili al dipinto precedente. Manca invece la componente amorosa, protagonista del Sogno di una suora, e in generale l'atmosfera della scena è resa più serena dalla luce del giorno, dai colori più vivaci, nonché dalla presenza della figura allegorica femminile che porta alla ragazza il ricordo e l'immagine dei genitori.
Nel terzo (ma primo in ordine cronologico) le medesime tematiche sono fuse assieme: quella del ricordo di tempi passati, presente nel Sogno di una fanciulla e qui reso dalla presenza nel sogno dell'anziana delle stesse figure raffigurate nei ritratti appesi alla parete; quelle del «sogno delle generazioni», ossia della gioventù contrapposta alla vecchiaia, e del sogno amoroso, pure presenti nel Sogno di una suora; infine, quella allegorica.
Tematiche in parte analoghe, al contempo allegoriche e psicanalitiche, sono pure presenti in un altro dipinto, Diana sulle ali della notte: si tratta di uno degli ultimi lavori del Brjullov, se non forse l'ultimo, eseguito nel 1852 poco prima di morire. Rappresenta la Notte, personificata nelle sembianze di una donna, in volo su Roma, con Diana addormentata sulle sue ali. Nella veduta della città si nota il cimitero acattolico del Testaccio, indicato da un segno, quasi a voler indicare il luogo dove il Brjullov avrebbe voluto essere sepolto, come effettivamente accadde non molto tempo dopo.

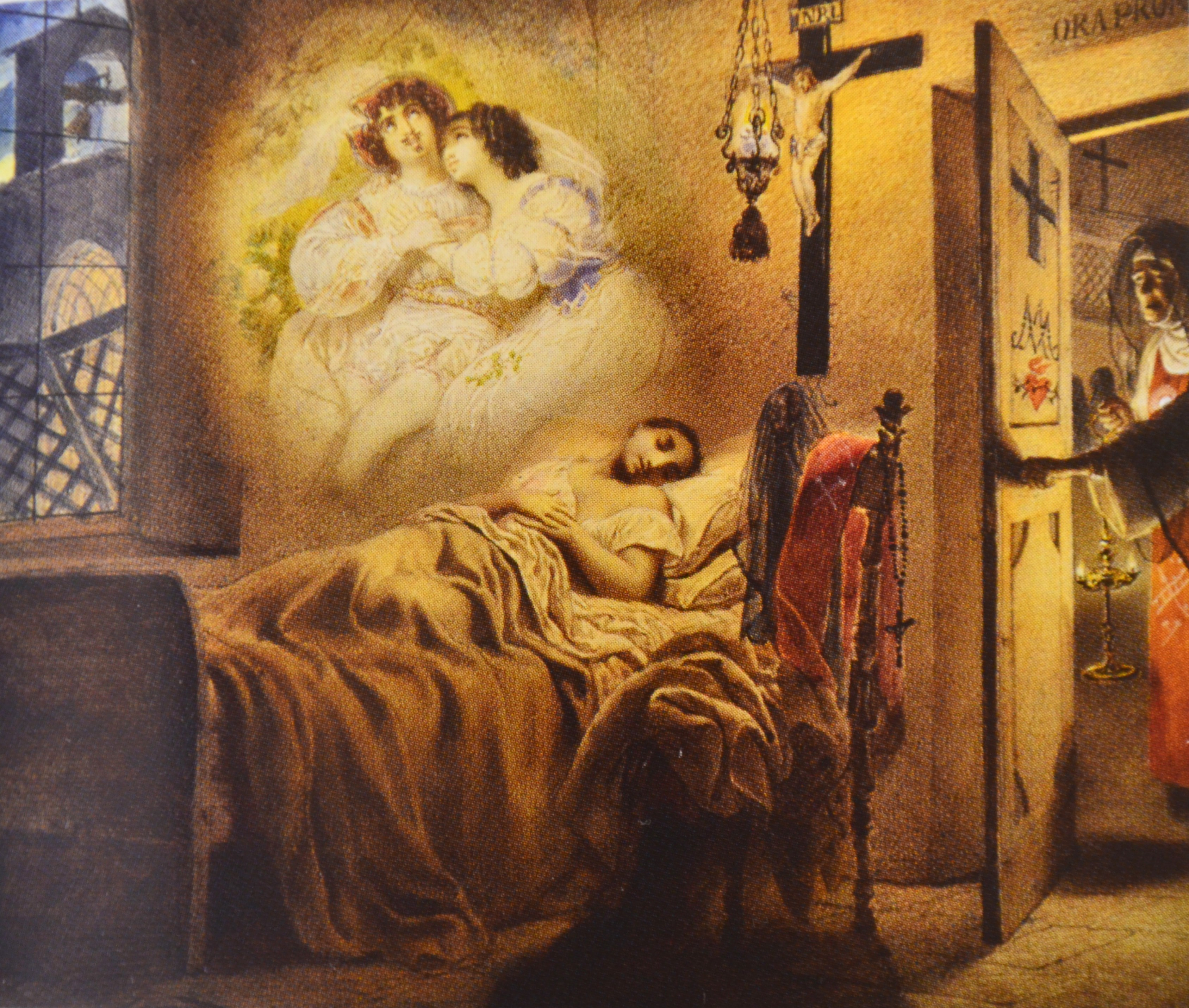
Sogno di una suora (1831)
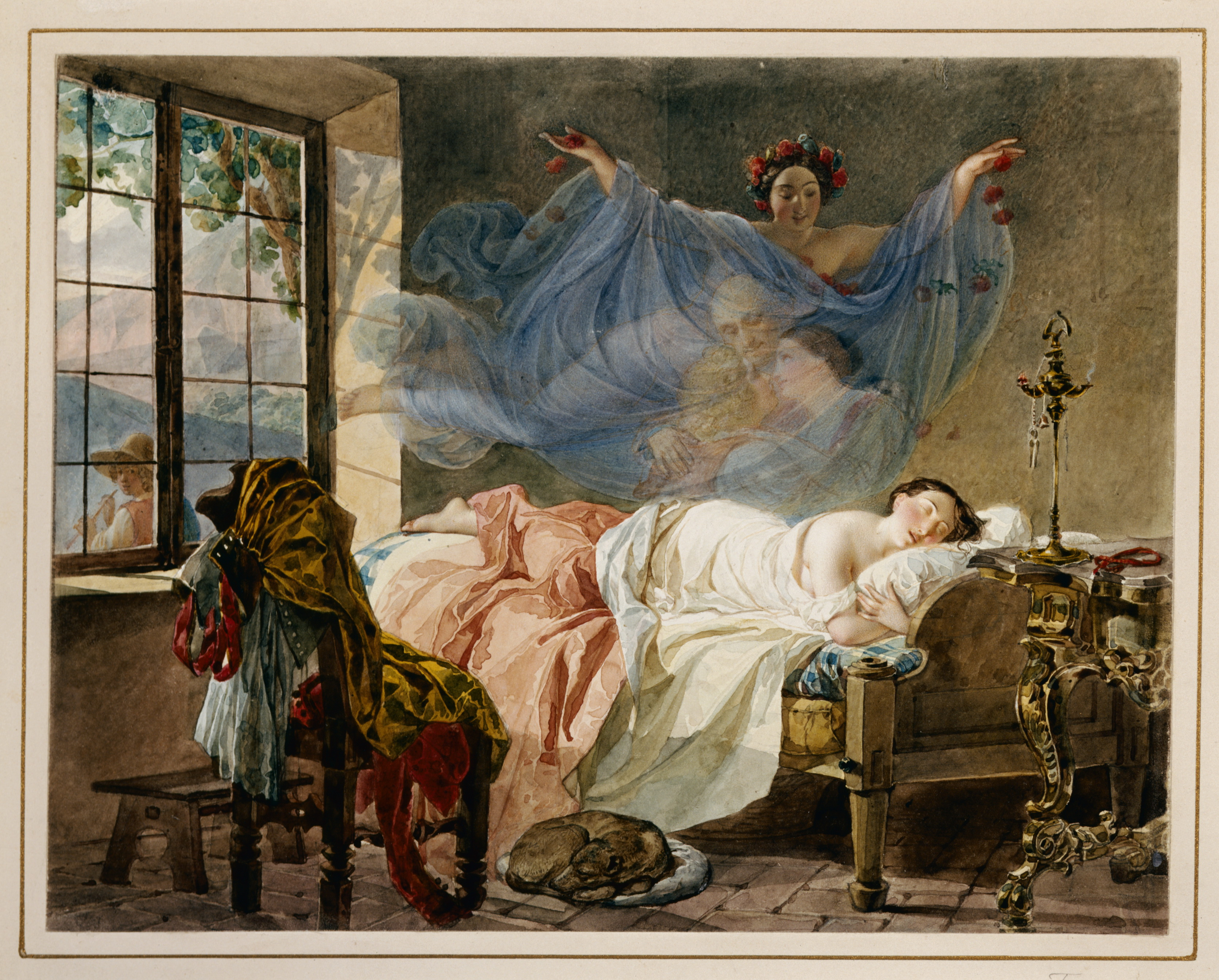
Sogno di una fanciulla (1833)
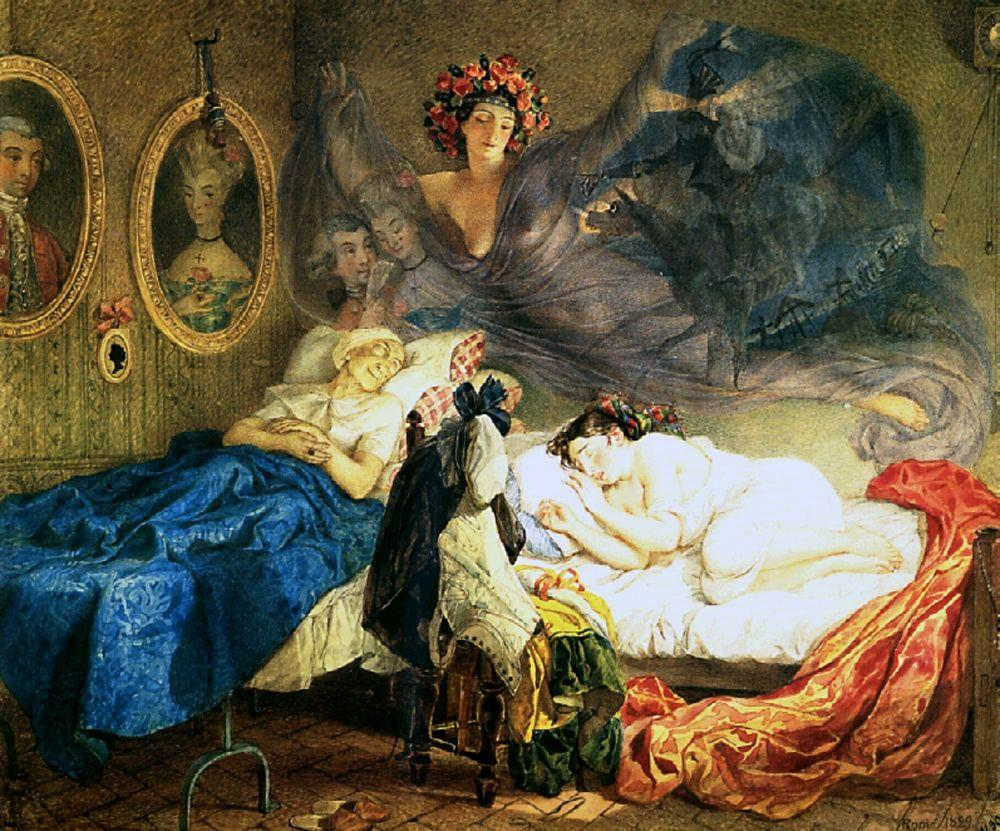
I sogni della nonna e della nipote (1829)

## Il filone esotico

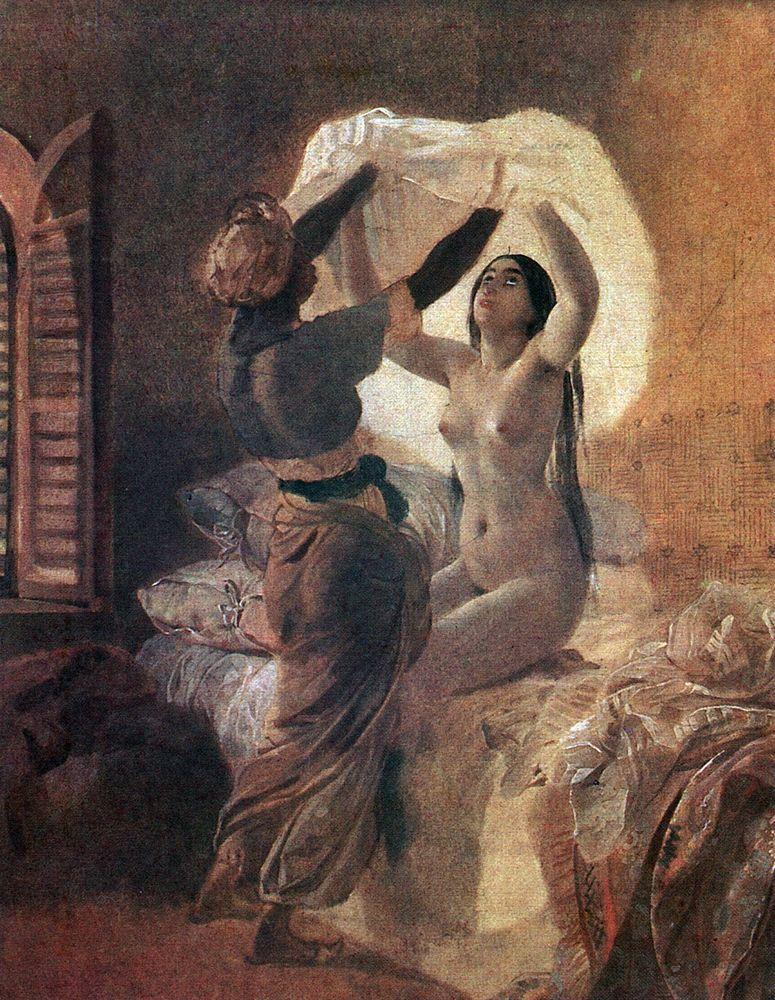
Odalisca ("Per ordine di Allah la camicia va cambiata una volta all’anno") (1850-1852)

La tematica esotica ed in particolare mediorientale fu una costante della pittura dell'Ottocento e oltre, in particolare di autori francesi quali Jean-Auguste Ingres, Jean-Léon Gérôme, ma anche dell'italiano Francesco Hayez. Venuto di moda nei primi decenni del secolo, il gusto per l'oriente si protrasse, e non solo nella pittura, fino ai primi anni del Novecento, ed ebbe fra i soggetti più ricorrenti quello dell'harem e del lusso e dell'erotismo ad esso legati, nel cui ambito la figura dell'odalisca ebbe spesso un ruolo centrale.
Il Brjullov, pittore «di cultura internazionale ed eclettica», oltre che diretto conoscitore dei luoghi, avendo viaggiato in Grecia ed in Turchia fra il 1835 e il 1836, attinse a questo filone per alcuni suoi dipinti di diversa datazione: fra essi, la Ragazza turca, la Fontana nel Bakči Sarai e l'Odalisca, dipinta in tre versioni.

## Il «ritratto ambientato» di tema teatrale e musicale
Quella del ritratto ambientato fu una moda particolarmente diffusa tra l'aristocrazia e la borghesia del tempo, sia italiana che russa. Un ambito ricorrente era quello legato al mondo musicale e dei teatri, soprattutto nell'alta società milanese. In particolare, la tematica teatrale offriva interessanti spunti creativi alla pittura storica. A questo si aggiunga il sempre maggior desiderio dei committenti di vedersi ritrarre in circostanze e situazioni tali da sottolinearne lo stile di vita lussuoso e raffinato.
Il Brjullov si fece interprete delle richieste della committenza in alcuni dipinti che ben fondono questi diversi filoni pittorici, distinti ma collegati, del ritratto ambientato, del teatro, della rappresentazione del lusso e dell'evocazione storica.
Si pensi per esempio al Ritratto di Giuditta Pasta nella scena della pazzia della Anna Bolena di Donizetti. Eseguito nel 1834, è uno dei numerosi dipinti di quegli anni ispirati alla figura di Anna Bolena, personaggio della celebre opera di Gaetano Donizetti, raffigurata frequentemente nella scena della pazzia, culmine del dramma. Il dipinto di Brjullov sottolinea la mimica teatrale fatta di calcate espressioni di dolore e gesti drammatici ed inconsulti. Il personaggio è raffigurato esattamente nei costumi indossati dall'attrice Giuditta Pasta nella prima a Bologna del 26 dicembre 1830. Il dipinto è conservato a Milano, presso il Museo teatrale alla Scala. L'opera è incompiuta, e questo suscitò le ire della Pasta, ma il Brjullov era ormai partito per Parigi.
Un altro esempio è costituito dal Ritratto della cantante Fanny Tacchinardi Persiani, eseguito anch'esso nel 1834. Fanny Tacchinardi, celebre soprano, figlia del tenore Nicola Tacchinardi e moglie del direttore d'orchestra Giuseppe Persiani, è ritratta in un'atmosfera agreste e idillica, caratteristica della prima produzione del Brjullov, nei panni di Amina nell'opera La sonnambula di Vincenzo Bellini. L'opera, conservata al Museo dell'Accademia delle arti di San Pietroburgo, ricorda decisamente, per le atmosfere bucoliche, per l'atteggiamento assorto del soggetto e per il suo gesto di tenere in mano dei fiori, il Ritratto della cantante Giuditta Pasta come Nina pazza per amore eseguito qualche anno prima (1829) dal Molteni, ma superandolo forse per raffinatezza e correttezza esecutiva, nonostante la Giuditta Pasta sia considerata fra i più elevati risultati della ritrattistica molteniana, nonché l'opera della definitiva consacrazione del suo autore.
Fra le opere appartenenti a questo filone della produzione del Brjullov, la più celebre è però senz'altro La contessa Julija Samòjlova con la figlia Amacilia all'uscita dal ballo. L'opera si caratterizza per la marcata unità tonale dei rossi, per lo sfoggio degli abiti lussuosi delle due protagoniste, la contessa Samòjlova e la figlia adottiva Amacilia Pacini, per il netto stacco fra i soggetti in primo piano, accuratamente eseguiti, e i cartoni scenografici di fondo, riprodotti nella loro incompiutezza e imprecisione disegnativa, soprattutto nelle linee prospettiche che attraversano i capitelli sulla destra: il "non finito", caratteristico delle opere del Brjullov, in questo dipinto non sta più nell'esecuzione del pittore, ma nel soggetto stesso. La presenza dei costumi d'epoca dà inoltre spunto al pittore per l'inserimento nell'opera della tematica storica.
In quest'opera è maggiormente evidente la volontà del Brjullov, presente comunque in gran parte della sua produzione ritrattistica, di evitare di rendere l'appartenenza sociale la chiave di lettura del ritratto: seguendo in questo le orme di Orest Kiprenskij, nonostante i soggetti raffigurati appartengano tutti all'alta società, borghese o aristocratica, del tempo, il protagonista è solamente la persona privata e le sue qualità, non la posizione sociale o gerarchica, che è data per scontata. E, fra le qualità dei soggetti che il Brjullov coglie e fissa sulla tela, la più ricercata è sempre la bellezza, «una bellezza che si toglie letteralmente la maschera, come fa la Samòjlova nel ritratto». Non è dunque un caso che la parte più cospicua della ritrattistica brjulloviana abbia come protagoniste figure femminili. Del resto, «fermare nella memoria i volti più belli e riprodurli sulla tela» era la sintetizzazione che il Brjullov faceva della sua tecnica ritrattistica.
È difficile ricostruire se il dipinto sia stato eseguito in Italia o in Russia (dove è oggi conservato, al Museo russo di San Pietroburgo) e di conseguenza ne è ardua la datazione. È comunque di sicuro risalente agli anni trenta o quaranta, forse precedente al 1842. Secondo altre fonti, l'opera sarebbe databile intorno al 1839-40.
La medesima tematica musicale fu affrontata dal Brjullov nel Ritratto della cantante A. Y. Petrova.

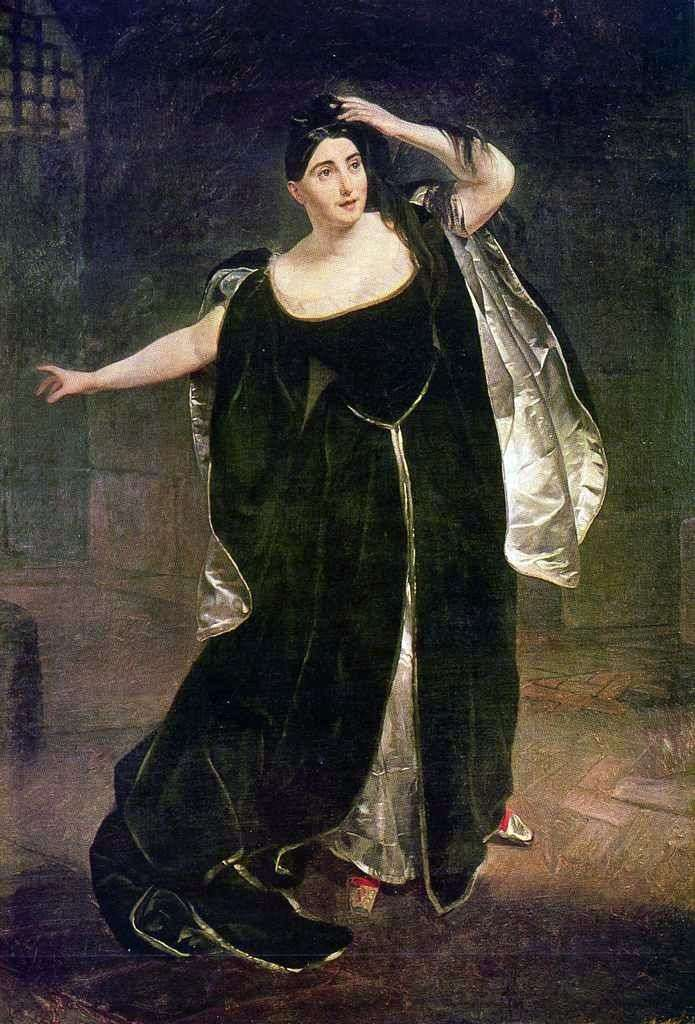
Ritratto di Giuditta Pasta nella scena della pazzia della Anna Bolena di Donizetti (1834)
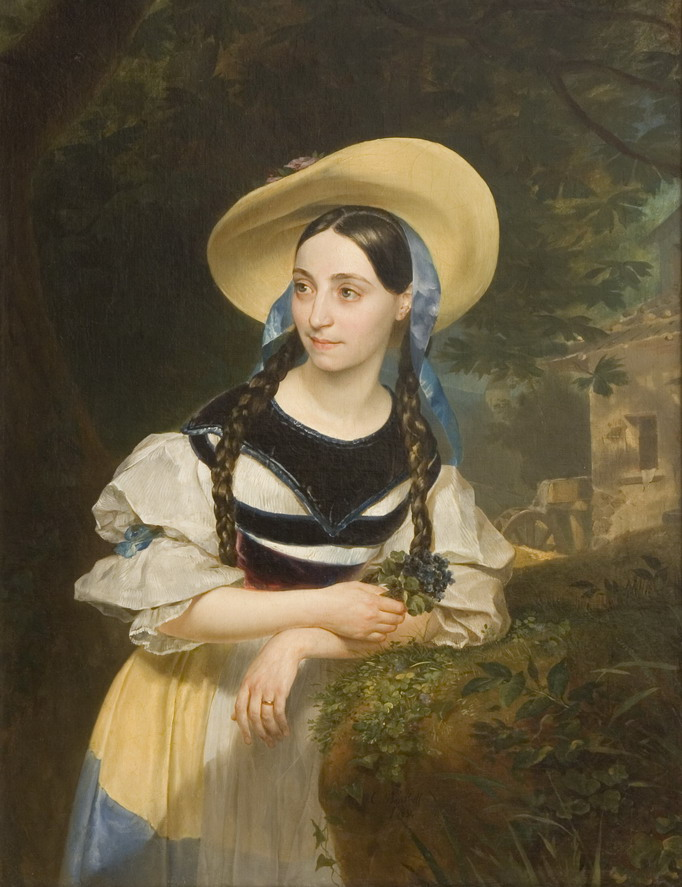
Ritratto della cantante Fanny Tacchinardi Persiani (1834)
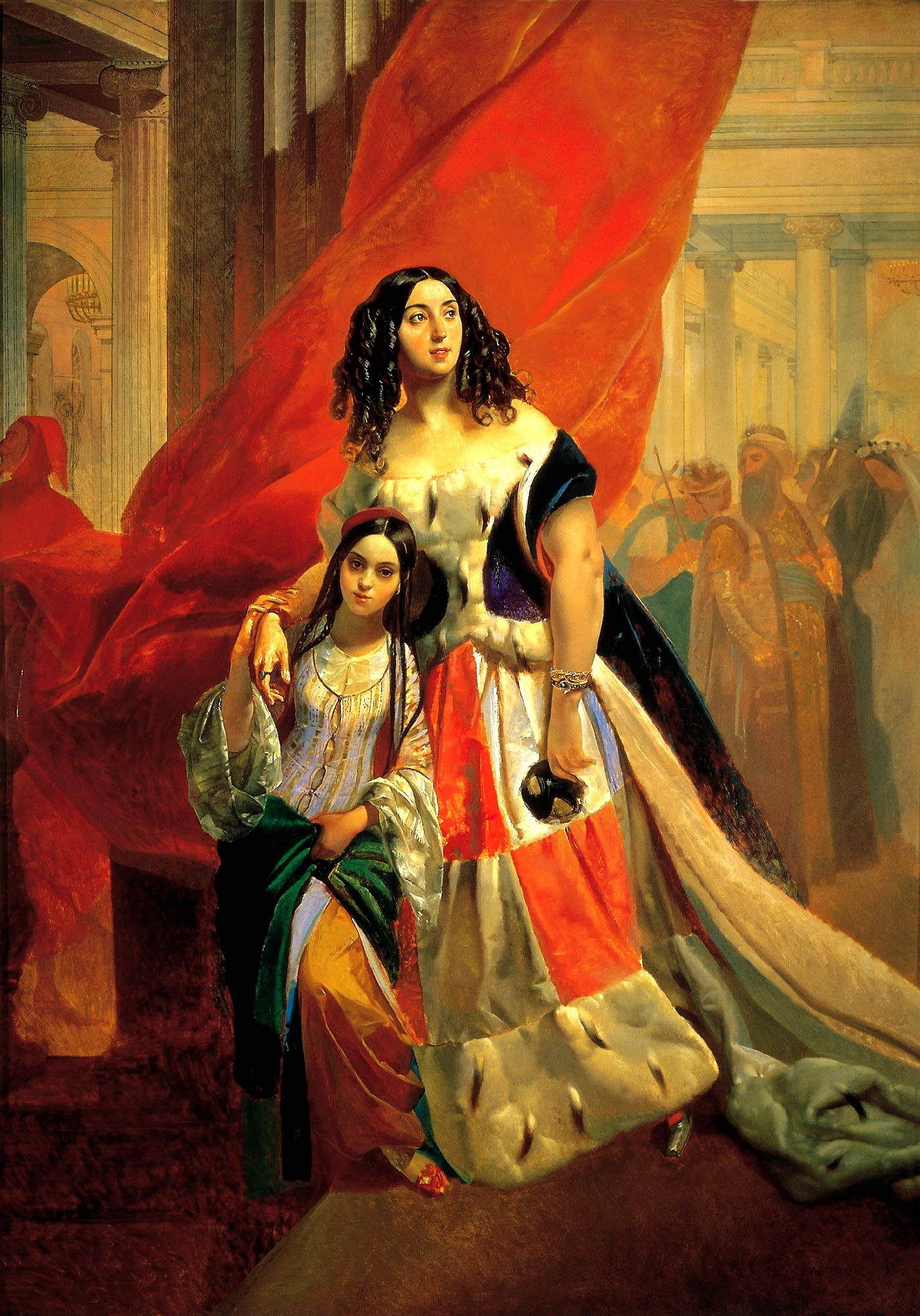
La contessa Julija Samòjlova con la figlia Amacilia all'uscita dal ballo (datazione incerta)
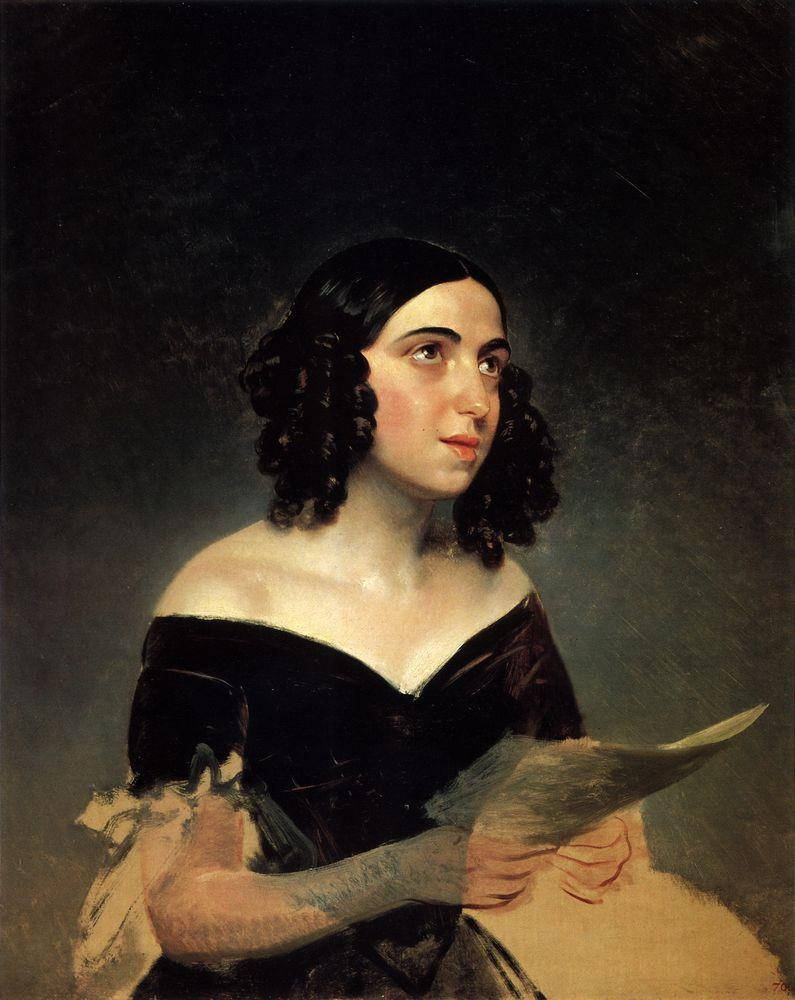
Ritratto della cantante A. Y. Petrova (1841)

## Altre opere

### Enrico Martini, diplomatico in Russia

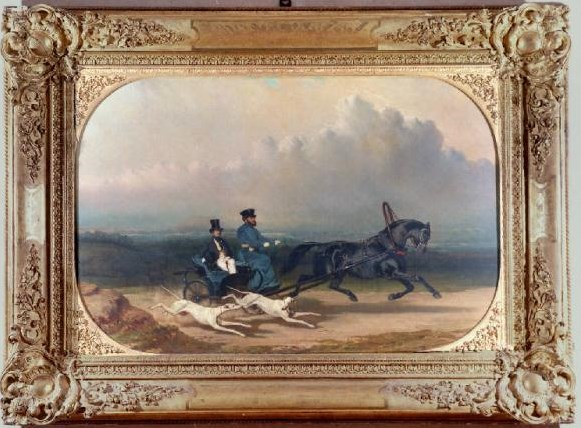
Enrico Martini, diplomatico in Russia

Il dipinto raffigura il conte Enrico Martini (1818-1869), patriota risorgimentale, diplomatico e Deputato del Regno di Sardegna e poi del Regno d'Italia, esponente della Destra storica nonché cognato di Luciano Manara.
Più difficile dargli una datazione ed una contestualizzazione: è stato datato negli anni quaranta, quando il pittore si trovava in Russia, dove l'opera sarebbe stata dipinta, come ne suggerisce il titolo. Tuttavia l'interpretazione del soggetto non è data per certa: si è suggerito di dare all'opera il più generico titolo Nobile con calesse, anticipando anche la datazione al decennio precedente, all'epoca del primo soggiorno del Brujllov in Italia, dove il dipinto sarebbe quindi stato eseguito.
L'opera è conservata ed esposta presso il Museo civico di Crema e del Cremasco. La presenza a Crema, città che non sembra aver avuto legami di nessun tipo con il Brjullov, ma patria di Enrico Martini, sembra comunque confermare almeno l'identità del soggetto ritratto.

### La cavallerizza

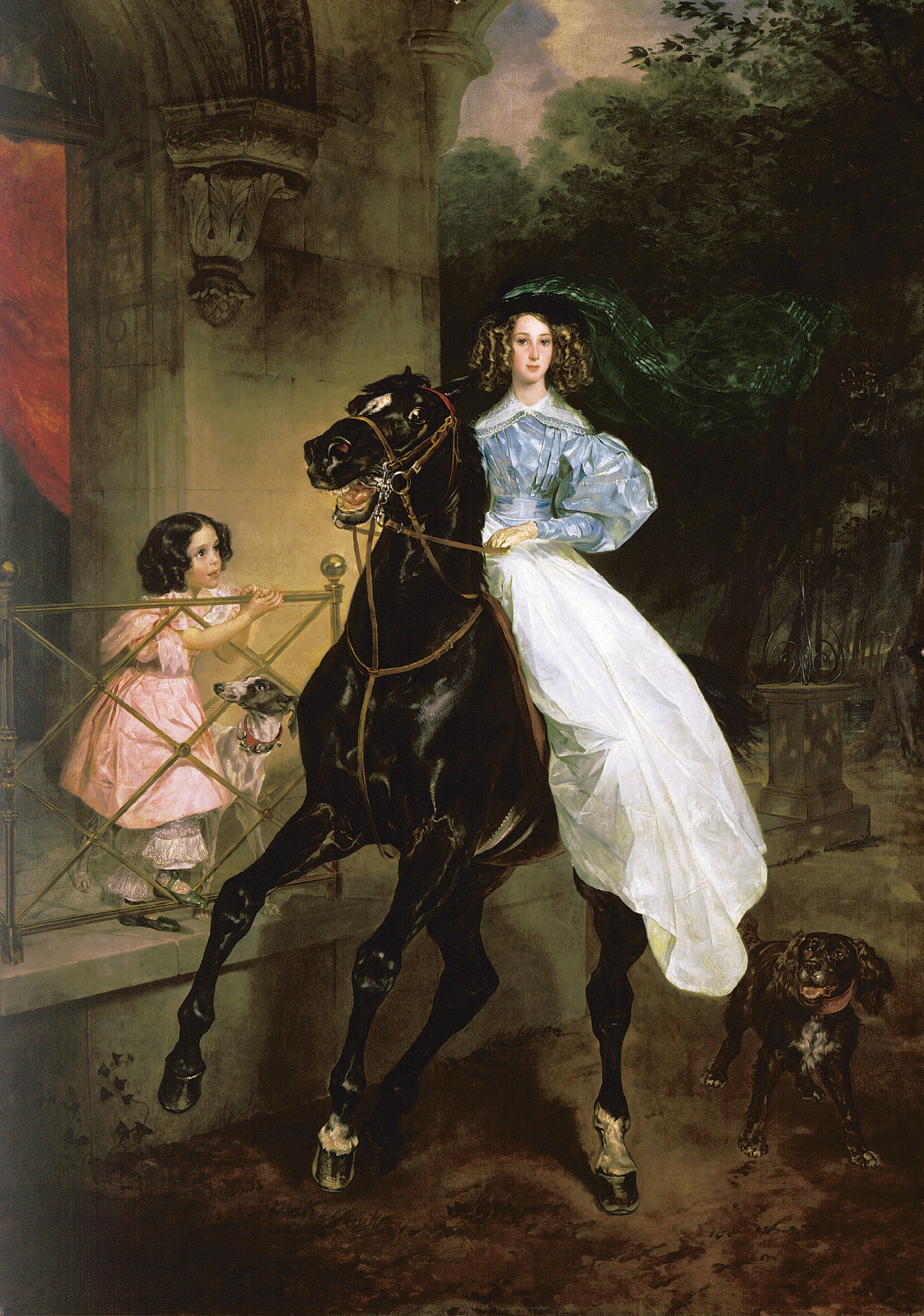
La cavallerizza (1832)

Eseguito nel 1832, si tratta del doppio ritratto di Giovannina e Amacilia Pacini, figlie del compositore Giovanni Pacini, amico del Brjullov, la cui opera Ultimo giorno di Pompei fu forse alla base della nascita dell'interesse del pittore verso quella vicenda storica.
Il doppio ritratto rivela anche il coinvolgimento personale del Brjullov, essendo le due bambine figlie adottive della contessa Julija Samòjlova, la nobildonna russa che il Brjullov conobbe a Roma, a cui fu a lungo sentimentalmente legato e di cui eseguì altri ritratti, il più celebre dei quali (La contessa Julija Samòjlova con la figlia Amacilia all'uscita dal ballo) la vede proprio in compagnia di una delle due bambine qui raffigurate. L'opera, conservata presso la Galleria Tret'jakov di Mosca, fu eseguita durante il primo soggiorno italiano del pittore (1823- 1834) e riproduce l'atmosfera aristocratica del tempo attraverso la raffigurazione di dettagli preziosi e raffinati.

## Curiosità
Lo scrittore russo Fëdor Dostoevskij, in uno dei suoi primi romanzi, Il sosia (Dostoevskij), cita un quadro di Brjullov, durante una conversazione con il suo sosia, alludendo a "L'ultimo giorno di Pompei", che il pittore dipinse in Italia nel 1834 (Milano, Feltrinelli Editore, 2003, p. 117, nota).